# Medaillenspiegel der Olympischen Sommerspiele 2008
Diese Tabelle zeigt den Medaillenspiegel der Olympischen Sommerspiele 2008 in Peking. Die Platzierungen sind nach der Anzahl der gewonnenen Goldmedaillen sortiert, gefolgt von der Anzahl der Silber- und Bronzemedaillen (lexikographische Ordnung). Weisen zwei oder mehr Länder eine identische Medaillenbilanz auf, werden sie alphabetisch geordnet auf dem gleichen Rang geführt. Dies entspricht dem System, das vom Internationalen Olympischen Komitee (IOC) verwendet wird.
87 der 204 teilnehmenden Nationen gewannen in einem der 302 ausgetragenen Wettbewerbe mindestens eine Medaille. Von diesen gewannen 55 mindestens eine Goldmedaille. Jeweils ihre erste olympische Medaille gewannen Afghanistan, Mauritius, Serbien, Sudan, Tadschikistan und Togo, während die Mongolei und Panama ihren ersten Olympiasieger stellten.

## Medaillenspiegel
| Platz | Mannschaft                    | Gold | Silber | Bronze | Gesamt |
| ----- | ----------------------------- | ---- | ------ | ------ | ------ |
| 01    | Volksrepublik China (CHN)     | 48   | 22     | 30     | 100    |
| 02    | Vereinigte Staaten (USA)      | 36   | 39     | 37     | 112    |
| 03    | Russland (RUS)                | 24   | 13     | 23     | 60     |
| 04    | Großbritannien (GBR)          | 19   | 13     | 19     | 51     |
| 05    | Deutschland (GER)             | 16   | 11     | 14     | 41     |
| 06    | Australien (AUS)              | 14   | 15     | 17     | 46     |
| 07    | Südkorea (KOR)                | 13   | 11     | 8      | 32     |
| 08    | Japan (JPN)                   | 9    | 8      | 8      | 25     |
| 09    | Italien (ITA)                 | 8    | 9      | 10     | 27     |
| 10    | Frankreich (FRA)              | 7    | 16     | 20     | 43     |
| 11    | Niederlande (NED)             | 7    | 5      | 4      | 16     |
| 12    | Ukraine (UKR)                 | 7    | 4      | 11     | 22     |
| 13    | Kenia (KEN)                   | 6    | 4      | 6      | 16     |
| 14    | Spanien (ESP)                 | 5    | 11     | 3      | 19     |
| 15    | Jamaika (JAM)                 | 5    | 4      | 2      | 11     |
| 16    | Polen (POL)                   | 4    | 5      | 2      | 11     |
| 17    | Äthiopien (ETH)               | 4    | 2      | 1      | 7      |
| 18    | Rumänien (ROU)                | 4    | 1      | 4      | 9      |
| 19    | Kuba (CUB)                    | 3    | 10     | 17     | 30     |
| 20    | Kanada (CAN)                  | 3    | 9      | 8      | 20     |
| 21    | Ungarn (HUN)                  | 3    | 5      | 2      | 10     |
| 22    | Norwegen (NOR)                | 3    | 5      | 1      | 9      |
| 23    | Brasilien (BRA)               | 3    | 4      | 10     | 17     |
| 24    | Belarus (BLR)                 | 3    | 4      | 7      | 14     |
| 25    | Tschechien (CZE)              | 3    | 3      | 1      | 7      |
| 26    | Slowakei (SVK)                | 3    | 3      | —      | 6      |
| 27    | Neuseeland (NZL)              | 3    | 2      | 4      | 9      |
| 28    | Georgien (GEO)                | 3    | 2      | 2      | 7      |
| 29    | Kasachstan (KAZ)              | 2    | 3      | 4      | 9      |
| 30    | Dänemark (DEN)                | 2    | 2      | 3      | 7      |
| 31    | Nordkorea (PRK)               | 2    | 2      | 2      | 6      |
| 0     | Thailand (THA)                | 2    | 2      | 2      | 6      |
| 33    | Mongolei (MGL)                | 2    | 2      | —      | 4      |
| 34    | Schweiz (SUI)                 | 2    | 1      | 4      | 7      |
| 35    | Argentinien (ARG)             | 2    | —      | 4      | 6      |
| 36    | Mexiko (MEX)                  | 2    | —      | 2      | 4      |
| 37    | Belgien (BEL)                 | 2    | —      | —      | 2      |
| 38    | Simbabwe (ZIM)                | 1    | 3      | —      | 4      |
| 39    | Slowenien (SLO)               | 1    | 2      | 2      | 5      |
| 40    | Aserbaidschan (AZE)           | 1    | 1      | 4      | 6      |
| 0     | Indonesien (INA)              | 1    | 1      | 4      | 6      |
| 42    | Bulgarien (BUL)               | 1    | 1      | 3      | 5      |
| 0     | Türkei (TUR)                  | 1    | 1      | 3      | 5      |
| 44    | Finnland (FIN)                | 1    | 1      | 2      | 4      |
| 0     | Chinesisch Taipeh (TPE)       | 1    | 1      | 2      | 4      |
| 46    | Lettland (LAT)                | 1    | 1      | 1      | 3      |
| 47    | Dominikanische Republik (DOM) | 1    | 1      | —      | 2      |
| 0     | Estland (EST)                 | 1    | 1      | —      | 2      |
| 0     | Portugal (POR)                | 1    | 1      | —      | 2      |
| 0     | Trinidad und Tobago (TTO)     | 1    | 1      | —      | 2      |
| 51    | Indien (IND)                  | 1    | —      | 2      | 3      |
| 52    | Iran (IRI)                    | 1    | —      | 1      | 2      |
| 53    | Kamerun (CMR)                 | 1    | —      | —      | 1      |
| 0     | Panama (PAN)                  | 1    | —      | —      | 1      |
| 0     | Tunesien (TUN)                | 1    | —      | —      | 1      |
| 56    | Schweden (SWE)                | —    | 4      | 1      | 5      |
| 57    | Litauen (LTU)                 | —    | 3      | 2      | 5      |
| 0     | Nigeria (NGR)                 | —    | 3      | 2      | 5      |
| 59    | Kroatien (CRO)                | —    | 2      | 3      | 5      |
| 60    | Griechenland (GRE)            | —    | 2      | 1      | 3      |
| 0     | Kolumbien (COL)               | —    | 2      | 1      | 3      |
| 62    | Armenien (ARM)                | —    | 1      | 4      | 5      |
| 63    | Usbekistan (UZB)              | —    | 1      | 3      | 4      |
| 64    | Irland (IRL)                  | —    | 1      | 2      | 3      |
| 0     | Kirgisistan (KGZ)             | —    | 1      | 2      | 3      |
| 0     | Österreich (AUT)              | —    | 1      | 2      | 3      |
| 0     | Serbien (SRB)                 | —    | 1      | 2      | 3      |
| 68    | Algerien (ALG)                | —    | 1      | 1      | 2      |
| 0     | Bahamas (BAH)                 | —    | 1      | 1      | 2      |
| 0     | Marokko (MAR)                 | —    | 1      | 1      | 2      |
| 0     | Tadschikistan (TJK)           | —    | 1      | 1      | 2      |
| 72    | Chile (CHI)                   | —    | 1      | —      | 1      |
| 0     | Ecuador (ECU)                 | —    | 1      | —      | 1      |
| 0     | Island (ISL)                  | —    | 1      | —      | 1      |
| 0     | Malaysia (MAS)                | —    | 1      | —      | 1      |
| 0     | Samoa (SAM)                   | —    | 1      | —      | 1      |
| 0     | Singapur (SIN)                | —    | 1      | —      | 1      |
| 0     | Südafrika (RSA)               | —    | 1      | —      | 1      |
| 0     | Sudan (SUD)                   | —    | 1      | —      | 1      |
| 0     | Vietnam (VIE)                 | —    | 1      | —      | 1      |
| 81    | Ägypten (EGY)                 | —    | —      | 2      | 2      |
| 82    | Afghanistan (AFG)             | —    | —      | 1      | 1      |
| 0     | Israel (ISR)                  | —    | —      | 1      | 1      |
| 0     | Mauritius (MRI)               | —    | —      | 1      | 1      |
| 0     | Moldau (MDA)                  | —    | —      | 1      | 1      |
| 0     | Togo (TOG)                    | —    | —      | 1      | 1      |
| 0     | Venezuela (VEN)               | —    | —      | 1      | 1      |
|       | Gesamt                        | 302  | 303    | 353    | 958    |